# 사키하마정
사키하마정(佐喜浜町)은 일본 고치현 아키군에 설치되었던 정이다. 현재의 무로토시의 일부에 해당한다.